# Richard Marner
Richard Marner, vlastním jménem Alexander Molčanov (27. března 1921 v Sankt-Petěrburgu - 18. března 2004, Perth, Skotsko, Velká Británie) byl britský herec ruského původu.
Narodil se 27. března 1921 v Sankt-Petěrburgu jako nejstarší syn ruského plukovníka, v roce 1924 se s rodinou dostal do Finska a následně přes Německo za babičkou do Londýna. V Británii již zůstal – vzdělání získal na Monmouth School ve Walesu, v druhé světové válce byl nasazený v RAF v Africe. Po propuštění z armády si změnil původní ruské jméno a začal svoji dlouhou hereckou kariéru.
Plynně mluvil anglicky, rusky, francouzsky a německy, což částečně předurčilo jeho role – především ruské a německé vojáky. Malé role měl v několika velkofilmech – v Africké královně (1951), v bondovce Žiješ jenom dvakrát (1967), v Tuctu špinavců (1967).
Známý je hlavně z britského sitcomu Haló, haló rolí plukovníka Erika von Strohm (v originále s odlišným křestním jménem – Colonel Kurt Von Strohm), velitele německé armády v Nouvionu (skvěle dabován Otou Jirákem).
Dále se objevil ve dvou dílech známého britského seriálu podle P. D. Jamesové Záhady Slavičího domu (jako pacient Martin Dettinger). Jednou z jeho posledních filmových rolí byl ruský prezident Zorkin v thrilleru podle Toma Clancyho Nejhorší obavy (2002).